# (13991) Kenphillips
(13991) Kenphillips (1993 FZ6) – planetoida z pasa głównego asteroid okrążająca Słońce w ciągu 3,72 lat w średniej odległości 2,4 j.a. Odkryta 17 marca 1993 roku.